# Insane Clown Posse
Insane Clown Posse (ICP) – amerykański zespół muzyczny pochodzący z Detroit, wykonujący muzykę z nurtu hardcore rap i horrorcore.

## Skład zespołu

### Obecni członkowie
- Violent J (Joseph Bruce)
- Shaggy 2 Dope (Joseph Utsler)

### Byli członkowie
- John Kickjazz (John Utsler)
- Greez-E

## Dyskografia

### Albumy studyjne
- Carnival of Carnage (1992)
- Ringmaster (1994)
- Riddle Box (1995)
- The Great Milenko (1997)
- The Amazing Jeckel Brothers (1999)
- Bizaar (2000)
- The Wraith: Shangri-La (2002)
- Hell's Pit (2004)
- The Tempest (2007)
- Bang! Pow! Boom! (2009)
- The Mighty Dead Pop! (2012)
- The Marvelous Missing Link: Lost (2015)
- The Marvelous Missing Link: Found (2015)

### EP
- Dog Beats (1991)
- Beverly Kills 50187 (1993)
- The Terror Wheel (1994)
- A Carnival Christmas (1994)
- Tunnel of Love (1996)
- The Calm (2005)
- Eye Of The Storm (2007)
- House Of Wax (2014)

### Kompilacje
- Forgotten Freshness (1995)
- Mutilation Mix (1997)
- Forgotten Freshness Volumes 1 & 2 (1998)
- Forgotten Freshness Volume 3 (2001)
- The Pendulum (2002)
- Forgotten Freshness Volumr 4 (2005)
- The Wraith: Remix Albums (2006)
- Jugganauts: The Best of Insane Clown Posse (2007)
- The Old Shit (2010)
- Featuring Freshness (2010)
- Forgotten Freshness Volume 5 (2013)

### Single
- „Psychopatic” (1994)
- „Chicken Huntin'” (1994)
- „Chicken Huntin' (Slaughterhouse Remix)” (1995)
- „Fat Sweaty Betty” (1995)
- „The Joker's Wild” (1995)
- „Halls of Illusions” (1997)
- „Hokus Pokus (Headhunta'z Remix)” (1998)
- „Santa's a Fat Bitch” (1998)
- „How Many Times?” (1998)
- „The Dirt Ball” (1999)
- „Another Love Song” (1999)
- „Fuck the World” (1999)
- „Mad Professor” (1999)
- „Terrible” (1999)
- „Jacob's Word” (2000)
- „Let's Go All the Way” (2000)
- „Tilt-A-Whirl” (2000)
- „Homies” (2002)
- „Hell's Forecast / Murder Rap” (2002)
- „Bowling Balls” (2004)
- „The People” (2005)
- „I Do This!” (2007)
- „The Tower” (2007)
- „The Bone” (2009)
- „In Yo Face” (2009)
- „Miracles” (2010)
- „Juggalo Island” (2010)
- „Fonz Pond” (2010)
- „It's All Over” (2011)

## Wideografia
- ICP's Strangle-Mania (1995)
- Shockumentary (1997)
- ECW Hardcore Heaven (1997)
- WWF Summerslam (1998)
- Backstage Sluts (1999)
- Strangle Mania 2 (1999)
- WCW Road Wild (1999)
- WCW Fall Brawl (1999)
- Born Twiztid: Beyond the Freakshow (2000)
- JCW, Volume 1 (2000)
- JCW, Volume 2 (2001)
- XPW Redemption (2001)
- JCW, Volume 3 (2003)
- Bootlegged in L.A. (2003)
- Psychopathic: The Videos (2007)
- JCW: SlamTV - Episodes 1 thru 9 (2007)
- JCW: SlamTV - Episodes 10 thru 15 featuring Bloodymania (2007)

## Filmografia

### Wystąpienia w filmach
- Big Money Hustlas (2000)
- Death Racers (2008)
- A Family Underground (2009)
- Big Money Rustlas (2010)

### Programy telewizyjne i internetowe
- Monday Night Raw (1998)
- WCW Monday Nitro (1999–2000)
- WCW Thunder (1999)
- The Shaggy Show (1999)
- Mad TV (2002)
- NWA Total Nonstop Action (2004)
- Ego trip's The (White) Rapper Show (2007)
- Aqua Teen Hunger Force (2010)
- Lopez Tonight (2011)
- Śmierć na 1000 sposobów (2011)